# La Face cachée de la Lune (roman)
 (mai 2019).
Si vous disposez d'ouvrages ou d'articles de référence ou si vous connaissez des sites web de qualité traitant du thème abordé ici, merci de compléter l'article en donnant les références utiles à sa vérifiabilité et en les liant à la section « Notes et références ».
Pour les articles homonymes, voir La Face cachée de la Lune.
La Face cachée de la Lune (titre original : Die dunkle Seite des Mondes, littéralement « Le Côté sombre de la Lune ») est un roman en allemand de l'auteur suisse Martin Suter, publié en 2000 par Diogenes Verlag.

## Titre
Le titre La Face cachée de la Lune est généralement compris comme une allusion à l’album The Dark Side of the Moon du groupe de rock britannique Pink Floyd auquel il est fait référence dans le roman. En outre, il pourrait aussi référer à  l'aphorisme de l'écrivain américain Mark Twain : « Everyone is a moon, and has a dark side which he never shows » (« Tout le monde est une lune et a un côté sombre qu'il ne montre jamais »).

## Résumé
Die dunkle Seite des Mondes décrit les changements de personnalité de l'avocat d'affaires Urs Blank, en pleine crise de la quarantaine.
La vie professionnelle de Blank est couverte de succès jusqu'à ce qu'il entame une liaison avec la jeune et belle Lucille, vendeuse de bibelots indiens au marché au puces. Après que celle-ci l'a persuadé de consommer des champignons hallucinogènes, la personnalité de Blank change drastiquement, de plus en plus égocentrique et violente. Après avoir tué le chat de Lucille puis provoqué un grave accident de la route sans ressentir le moindre remords, Blank s'apeure lui même et demande donc de l'aide à son ami de longue date, le psychiatre Alfred Wenger. 
Ils espèrent tous deux stabiliser la personnalité de Blank en recourant à un deuxième trip hallucinogène. En vain. Après de nouvelles violences, Blank est envoyé dans un centre de repos ; il fait de longues promenades dans la forêt, environnement pour lequel il développe une véritable passion. Il en étudie ainsi les plantes et les champignons, dont celui qui l'a métamorphosé. Il découvre que le mélange hallucinogène de son premier voyage comprenait un champignon du genre Conocybe renforçant l'action, spécimen extrêmement rare et considéré comme presque éteint. 
Simulant son suicide, Blank décide de se reclure dans la forêt où le cherchent à la fois les autorités, alors qu'elles découvrent la supercherie et découvrent son implication avec un meurtre, et Pius Ott, ancien client de Blank passionné par la chasse. 
Réussissant à trouver le champignon rarissime de son premier trip, Blank retourne à l'emplacement de ce dernier et effectue la procédure une seconde fois. 
Après plusieurs jours de recherches, Ott y trouve Blank et le combat. Alors que Blank peut poignarder le chasseur, il y renonce et se laisse tuer par ce dernier. Ott enterre le corps, devançant de peu les policiers qu'il croise en sortant de la forêt.

## Accueil
D'après le Frankfurter Allgemeine Zeitung du 6 avril 2000, « le roman de Suter est une expérience de pensée philosophique sur l'aspect réel et simultané de ce qui n'est ni réel ni simultané ».
D'après le Süddeutsche Zeitung du 22 avril 2000, « Suter a tiré du sombre royaume des champignons un roman à la croisée du polar raffiné, de l'esquisse sociale empoisonnée, de l'histoire d'amour impossible et du puzzle psychologique, réussissant à traiter un thème central, le changements de personnalités insidieux et la perte de repères ».

## Adaptation au cinéma
En septembre 2014, Stephan Rick réalise l'adaptation cinématographique du roman sous le même titre ; Moritz Bleibtreu joue Urs Blank, Jürgen Prochnow Pius Ott et Nora von Waldstätten Lucille. Le film Die dunkle Seite des Mondes a été présenté au Festival du film de Zurich en septembre 2015 et est sorti en janvier 2016,.